# Бапом
 Тази статия е за града във Франция.  За кантона вижте Бапом (кантон).  
Бапо̀м (на френски: Bapaume) е малък град, който се намира в департамент Па дьо Кале, регион О дьо Франс, Франция. Населението му е 3976 жители, по данни от 1 януари 2016 г.

## Побратимени градове
- Анструдър, Шотландия
- Мьорс, Германия
- Селърдайк, Шотландия